# Sesamia hesperica
Sesamia hesperica är en fjärilsart som beskrevs av Freyer 1852. Sesamia hesperica ingår i släktet Sesamia och familjen nattflyn. Inga underarter finns listade i Catalogue of Life.